# Bundesvision Song Contest 2009
Der 5. Bundesvision Song Contest fand am 13. Februar 2009 in Potsdam (Land Brandenburg) statt. Der Wettbewerb wurde live aus der Metropolis-Halle im Filmpark Babelsberg übertragen. Nach dem Sieg der Folk-Metal-Band Subway to Sally im Jahr zuvor durfte das Land Brandenburg zum ersten Mal den Wettbewerb austragen. Moderiert wurde er, wie in den letzten beiden Jahren auch, von Stefan Raab und Johanna Klum. Die Künstler wurden vom 19. Januar 2009 bis 12. Februar 2009 bei TV total vorgestellt. Die Moderation hinter der Bühne übernahm wieder Elton. Mit Bayern 3 unterstützte erstmals ein öffentlich-rechtlicher Sender das Ereignis.
Sieger wurde Peter Fox für Berlin mit dem Titel Schwarz zu blau; mit 174 erzielten Punkten war er der bis dato erfolgreichste Teilnehmer des Bundesvision Song Contests. Zweitplatzierter wurden Polarkreis 18 aus Sachsen mit dem Titel The Colour of Snow. Fox hatte die Bundeshauptstadt bereits beim Bundesvision Song Contest 2006 mit der damaligen Gewinnerband Seeed vertreten. Chapeau Claque vertraten Thüringen bereits 2007 (damals gemeinsam mit Northern Lite); Sven van Thom war für Brandenburg 2007 mit der Band Beatplanet angetreten. Berlin hatte den Bundesvision Song Contest bereits 2006 gewonnen und führte somit die „ewige“ Rangliste des Wettbewerbs an.

## Teilnehmer
| Platz | Startplatz | Repräsentiertes Land   | Interpret                 | Herkunft der Teilnehmer | Lied Komponist | Punkte |
| ----- | ---------- | ---------------------- | ------------------------- | ----------------------- | --- | ------ |
| 1.    | 16         | Berlin                 | Peter Fox                 | Berlin                  | Schwarz zu blau Pierre Baigorry, David Conen, Vincent Graf von Schlippenbach                                         | 174    |
| 2.    | 13         | Sachsen                | Polarkreis 18             | Sachsen                 | The Colour of Snow Ludwig Bauer, Christian Grochau, Philipp Makolis, Uwe Pasora, Felix Räuber                        | 131    |
| 3.    | 05         | Nordrhein-Westfalen    | Rage                      | Nordrhein-Westfalen     | Gib dich nie auf Victor Smolski, Peter Wagner                                                                        | 112    |
| 4.    | 14         | Baden-Württemberg      | Cassandra Steen           | Baden-Württemberg       | Darum leben wir Florian Fischer, Sebastian Kirchner, Heike Kospach, Adel Tawil                                       | 103    |
| 5.    | 15         | Hamburg                | Olli Schulz               | Hamburg                 | Mach den Bibo Walter Schreifels, Olli Schulz                                                                         | 073    |
| 6.    | 01         | Hessen                 | Fräulein Wunder           | Hessen                  | Sternradio Uwe Fahrenkrog-Petersen, Pia Gottwals, Kerstin Klein, André Leipold, Jana Chantal Loch, Stefanie Spänkuch | 053    |
| 6.    | 06         | Thüringen              | Chapeau Claque            | Thüringen               | Pandora (Kiss Miss Tragedy) Maria Antonia Schmidt                                                                    | 053    |
| 8.    | 09         | Schleswig-Holstein     | Ruben Cossani             | Hamburg                 | Bis auf letzte Nacht Michel van Dyke                                                                                 | 044    |
| 9.    | 07         | Brandenburg            | Sven van Thom             | Brandenburg             | Jaqueline (ich hab Berlin gekauft) Sven van Thom                                                                     | 037    |
| 10.   | 08         | Bayern                 | Claudia Koreck            | Bayern                  | I wui dass du woasst Claudia Koreck                                                                                  | 034    |
| 11.   | 11         | Bremen                 | Flowin Immo et les Freaqz | Bremen                  | Urlaub am Attersee Christian Ludwig Attersee, Alexander Deutsch, Immo Wischhusen, Johann Michael Schober             | 025    |
| 12.   | 03         | Mecklenburg-Vorpommern | Marteria                  | Mecklenburg-Vorpommern  | Zum König geboren Dirk Berger, David Conen, Benjamin Darvill, Marten Laciny, Vincent Graf von Schlippenbach          | 023    |
| 12.   | 12         | Rheinland-Pfalz        | Pascal Finkenauer         | Rheinland-Pfalz         | Unter Grund Pascal Finkenauer                                                                                        | 023    |
| 14.   | 02         | Saarland               | P:lot                     | Nordrhein-Westfalen     | Mein Name ist Benjamin Argandona Espejo, Alexander Freund, Andreas Templetone Kaufmann                               | 021    |
| 15.   | 10         | Niedersachsen          | Fotos                     | Nordrhein-Westfalen     | Du fehlst mir Deniz Erarslan, Thomas Hessler, Friedrich Weiss, Benedikt Schnermann                                   | 012    |
| 16.   | 04         | Sachsen-Anhalt         | Angela’s Park             | Sachsen-Anhalt          | Generation Monoton Andreas Bärtels, Simon Allert, Thomas Maser                                                       | 010    |

Farblegende:  - Herkunftsland des Künstlers entspricht nicht (oder nur zum Teil) dem Land, welches er repräsentiert.

## Punktetabelle
| Hessen                 | 53  | 12 | 2  | 1  | 4  | 4  | 5  | 3  | 5  | 1  | 1  |    | 5  | 5  | 5  |    |    |
| Saarland               | 21  |    | 12 |    |    | 5  | 1  |    |    |    |    |    | 3  |    |    |    |    |
| Mecklenburg-Vorpommern | 23  |    | 5  | 12 |    |    |    |    |    | 2  |    |    |    |    |    | 2  | 2  |
| Sachsen-Anhalt         | 10  |    |    |    | 10 |    |    |    |    |    |    |    |    |    |    |    |    |
| Nordrhein-Westfalen    | 112 | 7  | 8  | 7  | 7  | 10 | 7  | 7  | 7  | 6  | 7  | 5  | 7  | 8  | 7  | 6  | 6  |
| Thüringen              | 53  | 5  | 4  | 2  | 5  |    | 12 | 5  | 3  |    |    | 4  | 1  | 7  | 2  |    | 3  |
| Brandenburg            | 37  | 1  |    | 3  | 3  | 1  | 3  | 10 | 2  | 3  |    |    |    | 4  |    |    | 7  |
| Bayern                 | 34  | 4  | 1  |    |    | 2  | 2  | 1  | 12 |    |    | 2  | 2  | 1  | 6  |    | 1  |
| Schleswig-Holstein     | 44  |    |    | 5  | 2  | 3  | 4  | 2  | 1  | 10 | 3  | 3  |    | 2  | 1  | 8  |    |
| Niedersachsen          | 12  |    |    |    |    |    |    |    |    |    | 10 | 1  |    |    |    | 1  |    |
| Bremen                 | 25  | 2  |    |    |    |    |    |    |    |    | 4  | 12 |    |    |    | 3  | 4  |
| Rheinland-Pfalz        | 23  |    |    |    |    |    |    |    |    | 4  | 2  |    | 10 |    | 3  | 4  |    |
| Sachsen                | 131 | 8  | 7  | 8  | 8  | 8  | 8  | 8  | 8  | 7  | 8  | 8  | 8  | 12 | 8  | 7  | 10 |
| Baden-Württemberg      | 103 | 6  | 6  | 6  | 6  | 7  | 6  | 6  | 6  | 5  | 5  | 7  | 6  | 6  | 12 | 5  | 8  |
| Hamburg                | 73  | 3  | 3  | 4  | 1  | 6  |    | 4  | 4  | 8  | 6  | 6  | 4  | 3  | 4  | 12 | 5  |
| Berlin                 | 174 | 10 | 10 | 10 | 12 | 12 | 10 | 12 | 10 | 12 | 12 | 10 | 12 | 10 | 10 | 10 | 12 |

## Chartplatzierungen
| Jahr | Titel Album                            | Höchstplatzierung, Gesamtwochen, AuszeichnungChartplatzierungen (Jahr, Titel, Album, Platzierungen, Wochen, Auszeichnungen, Anmerkungen, Künstler / Bundesland) | Höchstplatzierung, Gesamtwochen, AuszeichnungChartplatzierungen (Jahr, Titel, Album, Platzierungen, Wochen, Auszeichnungen, Anmerkungen, Künstler / Bundesland) | Höchstplatzierung, Gesamtwochen, AuszeichnungChartplatzierungen (Jahr, Titel, Album, Platzierungen, Wochen, Auszeichnungen, Anmerkungen, Künstler / Bundesland) | Anmerkungen                                                  | Künstler Bundesland               |
| Jahr | Titel Album                            | DE | AT | CH | Anmerkungen                                                  | Künstler Bundesland               |
| ---- | -------------------------------------- | --- | --- | --- | ------------------------------------------------------------ | --------------------------------- |
| 2009 | Schwarz zu blau Stadtaffe              | DE3 Gold · (26 Wo.)DE | AT17 (14 Wo.)AT | CH36 (5 Wo.)CH | BuViSoCo 2009: Platz 1 Erstveröffentlichung: 6. Februar 2009 | Peter Fox Berlin                  |
| 2009 | The Colour of Snow                     | DE5 (9 Wo.)DE | AT38 (4 Wo.)AT | — | BuViSoCo 2009: Platz 2 Erstveröffentlichung:                 | Polarkreis 18 Sachsen             |
| 2009 | Darum leben wir                        | DE6 (13 Wo.)DE | AT48 (6 Wo.)AT | — | BuViSoCo 2009: Platz 4 Erstveröffentlichung: 30. Januar 2009 | Cassandra Steen Baden-Württemberg |
| 2009 | Mach den Bibo Es brennt so schön       | DE38 (4 Wo.)DE | — | — | BuViSoCo 2009: Platz 5 Erstveröffentlichung:                 | Olli Schulz Hamburg               |
| 2009 | Sternradio Fräulein Wunder             | DE55 (4 Wo.)DE | — | — | BuViSoCo 2009: Platz 6 Erstveröffentlichung: 6. Februar 2009 | Fräulein Wunder Hessen            |
| 2009 | Pandora (Kiss Miss Tragedy) Fabelweiss | DE81 (1 Wo.)DE | — | — | BuViSoCo 2009: Platz 6 Erstveröffentlichung:                 | Chapeau Claque Thüringen          |
| 2009 | Bis auf letzte Nacht Alles auf einmal  | DE98 (1 Wo.)DE | — | — | BuViSoCo 2009: Platz 8 Erstveröffentlichung:                 | Ruben Cossani Schleswig-Holstein  |
| 2009 | Urlaub am Attersee Immoment            | DE72 (1 Wo.)DE | AT71 (1 Wo.)AT | — | BuViSoCo 2009: Platz 11 Erstveröffentlichung:                | Flowin Immo et les Freaqz Bremen  |

Besonderheiten
Erstmals seit 2006 konnte sich wieder ein Beitrag in den Schweizer Singlecharts platzieren.